# 蓝厅

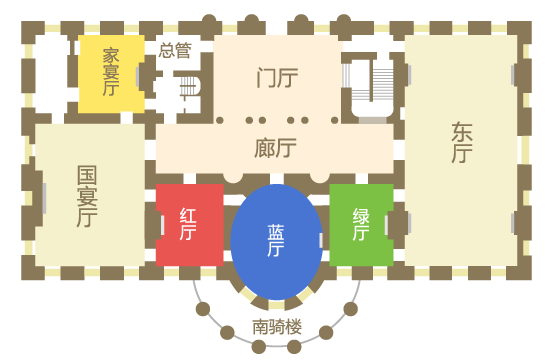
蓝厅位于白宫一层

蓝厅（英語：Blue Room）是华盛顿白宮的三大主厅之一，整个厅室为椭圆形，一般作为总统会客使用，偶尔举办小型晚餐。美国历史上首位在任期内结婚的总统，格罗弗·克利夫兰就是和其夫人弗朗西丝·福尔瑟姆于1886年6月2日在蓝厅举行的婚礼，后者亦是美国历史上最年轻的第一夫人，时年仅21岁。蓝厅顾名思义内部的主色调为蓝色，在白宫的中轴线上，位于底层外交接待厅的正上方。